# Fernando de Portugal, señor de Eza
Fernando de Portugal o bien Fernando de Eça el Viejo o Fernando d'Eça o Velho (¿San Felices de los Gallegos? del reino de León, Corona de Castilla, e/ enero y julio de 1378 - Villa de Eza del reino de Galicia, Corona castellana, ca. 1460) era un noble luso-castellano que por el matrimonio secreto de sus padres portugueses de ascendencia real nació en el vecino reino castellano-leonés para luego retornar a Portugal y en donde tuvo que sufrir las cruentas guerras sucesorias de ambos reinos en el contexto de la crisis de los siglos XIV y XV, la cual se había iniciado con la terrible pandemia euroasiática de peste negra.
A su corta edad y con un padre infante, debido a las intrigas cortesanas en la ciudad portuguesa de Coímbra para quitarlos como posibles sucesores al trono lusitano, este había sido instigado y engañado por sus propios cuñados que lo llevaron a perpetrar el asesinato pasional de su esposa María Téllez de Meneses, la madre de Fernando que entonces solo tenía un año de edad, por lo que debió exiliarse con su progenitor al vecino reino en 1380, en donde el rey Juan I de Castilla —un pariente lejano— le adjudicó al infante lusitano señoríos y títulos nobiliarios.
Era el hijo primogénito del infante exiliado Juan de Portugal, I duque de Valencia de Campos, y de su primera esposa ya citada, primo materno de la ilegitimada princesa lusitana Beatriz de Portugal que fue reina consorte de Castilla desde 1383 a 1390 y pretendiente al trono portugués de 1383 a 1385.
Al ser un hijo natural, ilegitimado o desheredado por su progenitor en 1397, Fernando de Eça no heredó el título de duque y fue beneficiado por una donación vitalicia de su primo el conde Fadrique Enríquez de Castilla, posterior duque de Arjona, por lo que se convirtió en el primer señor de Eza hacia 1404, el cual conformaba al «País de Deza» en el centro del territorio gallego.
Además era sobrino paterno del homónimo rey Fernando I y materno de su esposa consorte Leonor Téllez de Meneses que originó intrigas cortesanas en detrimento de su hermana, también del electo rey sucesor Juan I de Portugal de la nueva dinastía de Avís, nieto materno de Martín Alfonso Téllez de Meneses —ejecutado por orden del monarca Pedro I de Castilla que a su vez era un tío tercero de Fernando de Eça el Viejo, por ser primo segundo de su padre— además de ser nieto paterno del soberano Pedro I de Portugal y de su mujer Inés de Castro —también mandada a asesinar por su suegro Alfonso IV de Portugal, el bisabuelo paterno de Fernando— y por ende, chozno paterno por vía femenina del rey Sancho IV de Castilla y descendiente del monarca Alfonso IX de León, además de ser descendiente materno por vía masculina de Sancho I de Portugal y de su amante María Paes de Ribeira la Ribeiriña.

## Antecedentes biográficos hasta el viaje de retorno a Portugal siendo neonato

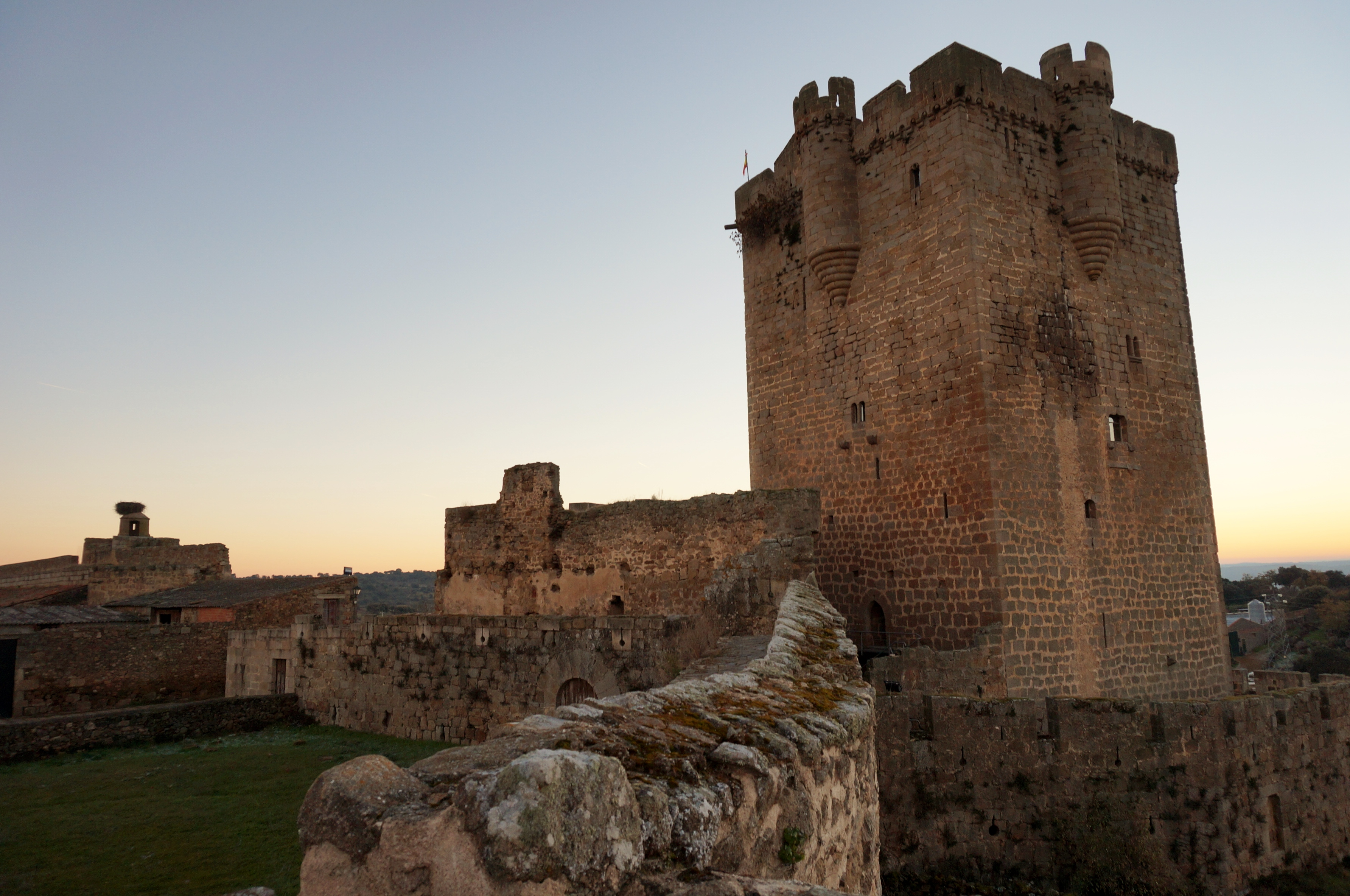
Castillo de San Felices en donde muy probablemente nació Fernando de Portugal secretamente en 1378 y definitivamente residió en sus primeros años desde 1380 hasta cerca de 1389.

### Origen familiar y primeros años
Fernando de Portugal había nacido entre enero y julio de 1378 en alguna parte de la Corona castellana, muy probablemente en la fronteriza villa de San Felices de los Gallegos, aunque su familia perteneciera a la nobleza portuguesa de ascendencia real. Dicha villa había sido tomada por los portugueses de 1296, fecha en que el rey lusitano hizo construir un castillo, y una ocupación que fuera confirmada por el tratado de Alcañices al año siguiente hasta la devolución en 1326. Era hijo del infante Juan de Portugal, I señor de Valencia de Campos desde 1381 y I duque desde 1387, II señor de Alba de Tormes desde 1385 y único señor de Manzanares el Real de su linaje desde 1381 hasta 1383, y de su esposa y pariente lejana la infanzona María Téllez de Meneses.

El Reino de Portugal y la Corona de Castilla con sus reinos de León y de Galicia, entre otros, hacia el año 1400.

Antes de nacer, cuando había fallecido en 1367 su abuelo paterno el rey Pedro I de Portugal, viudo desde 1355 de su mujer y sobrina segunda Inés de Castro, que había sido declarada reina consorte a título póstumo en 1357, asumiría al trono portugués el príncipe homónimo y tío paterno Fernando de Portugal y Castilla, un hijo de la reina consorte Constanza Manuel de Villena y medio hermano del infante Juan de Portugal y Castro.
La abuela paterna del joven fidalgo real Fernando de Portugal y Meneses, la ya citada Inés, fue mandada a asesinar en el Palacio Real de Coímbra por su suegro el entonces rey portugués Alfonso IV, por el solo hecho de ser una hija del influyente ricohombre gallego Pedro Fernández de Castro el de la Guerra y de su amante Aldonza Lorenzo de Valladares, además de haber sido nieta de Fernando Rodríguez de Castro y de su esposa Violante Sánchez de Castilla, bisnieta paterna por la vía femenina del soberano Sancho IV de Castilla y de su amante María Alfonso Téllez de Meneses, y trastataranieta paterna por la vía masculina del monarca Alfonso IX de León y de su manceba la noble portuguesa Aldonza Martínez de Silva.

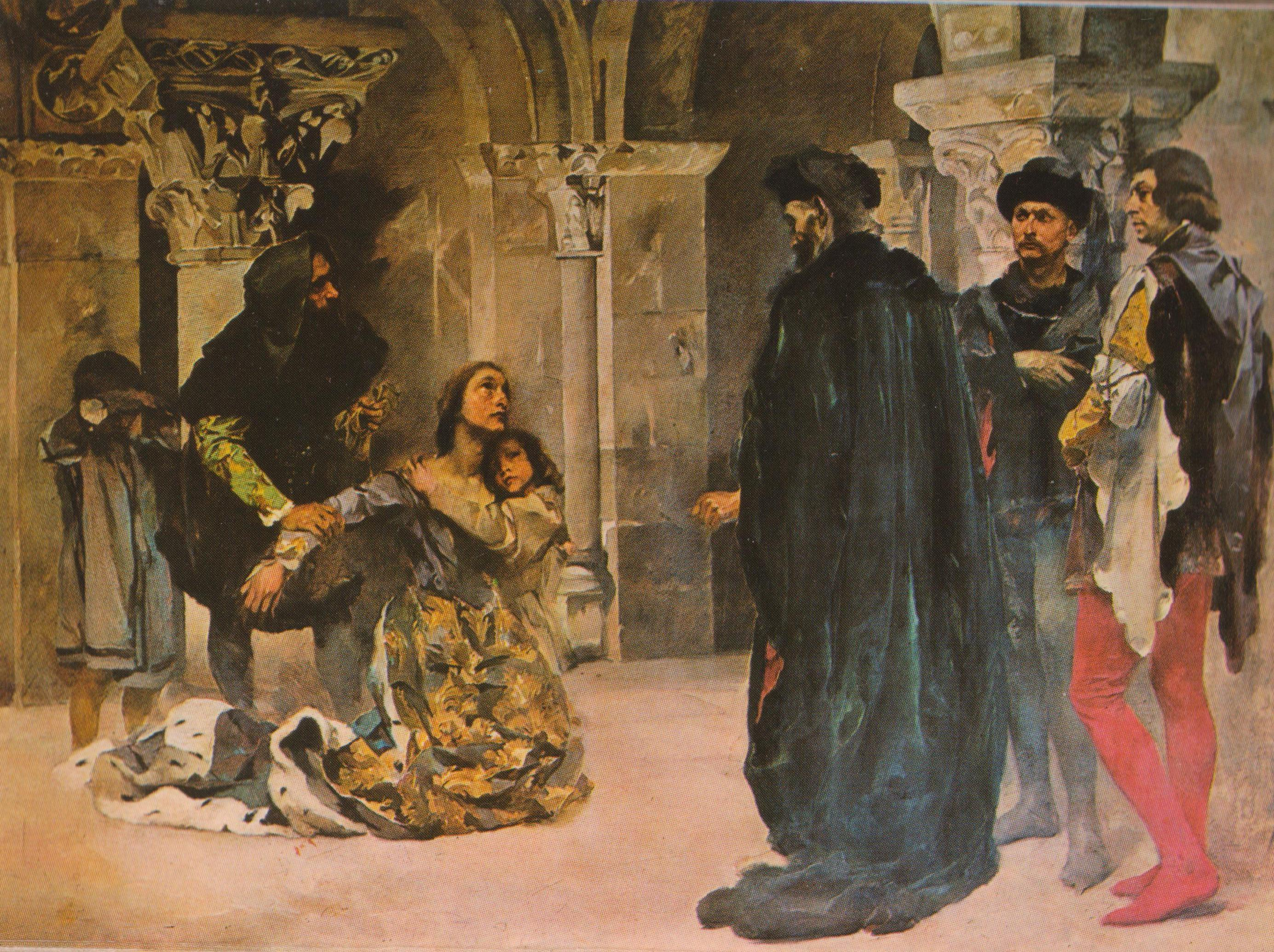
El asesinato de Inés de Castro en 1355 —la reina consorte de Portugal a título póstumo por su prometido, el futuro monarca Pedro I el Severo, siendo ambos los abuelos paternos de Fernando de Eça— para disminuir las pretensiones de la poderosa Casa de Castro de Galicia, en el marco de un conflicto dinástico entre Portugal y Castilla, perpetrado por orden del rey Alfonso IV el Bravo —bisabuelo paterno de Fernando de Eça— quien fuera presionado por sus consejeros Pedro Coelho, Diego López Pacheco y Alonso Gonçalves, lo cual culminaría con el interregno de 1383 a 1385.

El joven Fernando de Portugal además era nieto materno de Martín Alfonso Téllez de Meneses —un primo tercero del citado Pedro Fernández de Castro el de la Guerra, primo cuarto de la noble manceba real castellana Leonor de Guzmán, tataranieto de Alfonso Téllez de Meneses el Viejo y de su segunda esposa Teresa Sánchez de Portugal, y por ende, chozno del monarca Sancho I de Portugal y de María Paes de Ribeira la Ribeiriña, que era la amante— y de su única esposa Aldonza Anes de Vasconcelos, y bisnieto materno por la vía femenina de Juan Méndez de Vasconcelos y de su cónyuge Aldara Alfonso Alcoforado.
Dicho abuelo materno de Fernando había sido asesinado en el Alcázar de Toro en 1356 por orden del rey Pedro I, al ser el mayordomo mayor de su madre viuda María de Portugal (f. Évora, 1357) que se había rebelado ante su propio hijo en 1354 y había sido reina consorte de 1328 a 1350 por el matrimonio con su primo Alfonso XI de Castilla el Justiciero que había fallecido de peste negra producto de una pandemia euroasiática durante el sitio de Gibraltar —quienes eran respectivamente por vía paterna, la tía abuela y el tío abuelo segundo de Fernando de Portugal— y la cual, siendo regente de su hijo Pedro menor de edad y enfermo, había ejecutado por venganza en 1351 en el alcázar de Talavera de la Reina a la ya citada Leonor, por haber sido amante de su difunto marido y por haber promovido el casamiento de su hijo el conde Enrique de Trastámara con Juana Manuel de Villena.

### La primera guerra civil castellana y las consecuentes guerras fernandinas

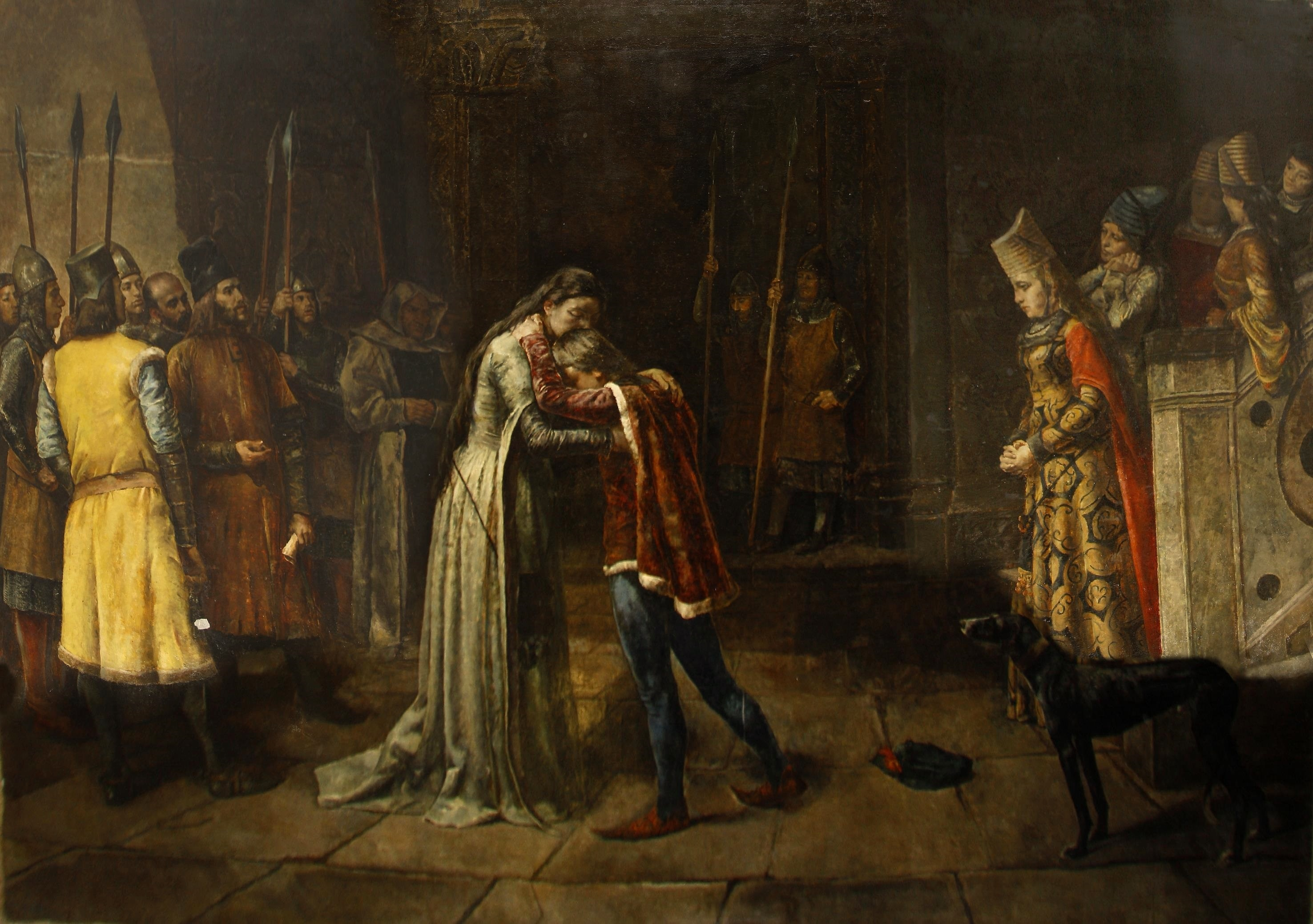
Despedida en 1350 de Leonor de Guzmán a su hijo Fadrique Alfonso de Castilla, en presencia de la reina consorte viuda y regente María de Portugal —tía abuela paterna de Fernando de Eça— quien la ejecutaría en 1351, y al maestre Fradrique lo mandaría a asesinar su medio hermano Pedro I de Castilla en 1358 (en La última despedida por Antonio Amorós y Botella, año 1887, Museo del Prado, Madrid).

A los dos años del reinado de Fernando I de Portugal y a causa de la muerte en 1369 de su primo segundo materno y vecino rey Pedro I de Castilla el Cruel o el Justiciero a manos de su medio hermano paterno el conde Enrique, tras la batalla de Montiel de la primera guerra civil del reino y lo cual marcó el fin de la dinastía de Borgoña, hizo que el soberano lusitano provocara las desastrosas tres guerras fernandinas a la Corona castellana.
De esta manera, Fernando I apoyó el legitimismo dinástico frente a la usurpación del monarca bastardo Enrique II el de las Mercedes o el Fratricida de la nueva dinastía de Trastámara, por lo que en dicho año la nobleza gallega, liderada por el noble Juan Fernández de Andeiro que se resistía a reconocer a la nueva dinastía castellana, proclamó al soberano portugués como rey de Galicia, aunque solo se hizo efectivo por tres meses.
El gemelo del nuevo monarca castellano Enrique II, el maestre santiaguista Fadrique Alfonso de Castilla, señor de Haro desde cerca de 1334 hasta 1342 y adelantado mayor de Andalucía desde 1348 hasta 1350, había sido asesinado en el Real Alcázar de Sevilla en 1358 junto a su antiguo escudero y caballerizo mayor Sancho Ruiz de Villegas el Portín, merino de Asturias de Santillana desde 1351 hasta su deceso, por orden del medio hermano de aquellos gemelos, el predecesor monarca Pedro I quien en el mismo alcázar en 1350 había tenido encarcelada a la amante de su padre, quien fuera la madre de los hermanastros citados llamada Leonor de Guzmán, para ser ejecutada en otro lugar por la vengativa viuda dolida al año siguiente.
Además el rey Pedro I —que también era primo segundo materno del infante Juan y por lo tanto sería el tío tercero de su único hijo varón Fernando de Eça— había mandado a asesinar en el real alcázar de Carmona a los otros dos hermanos bastardos adolescentes Juan y Pedro Alfonso de Castilla en 1359.

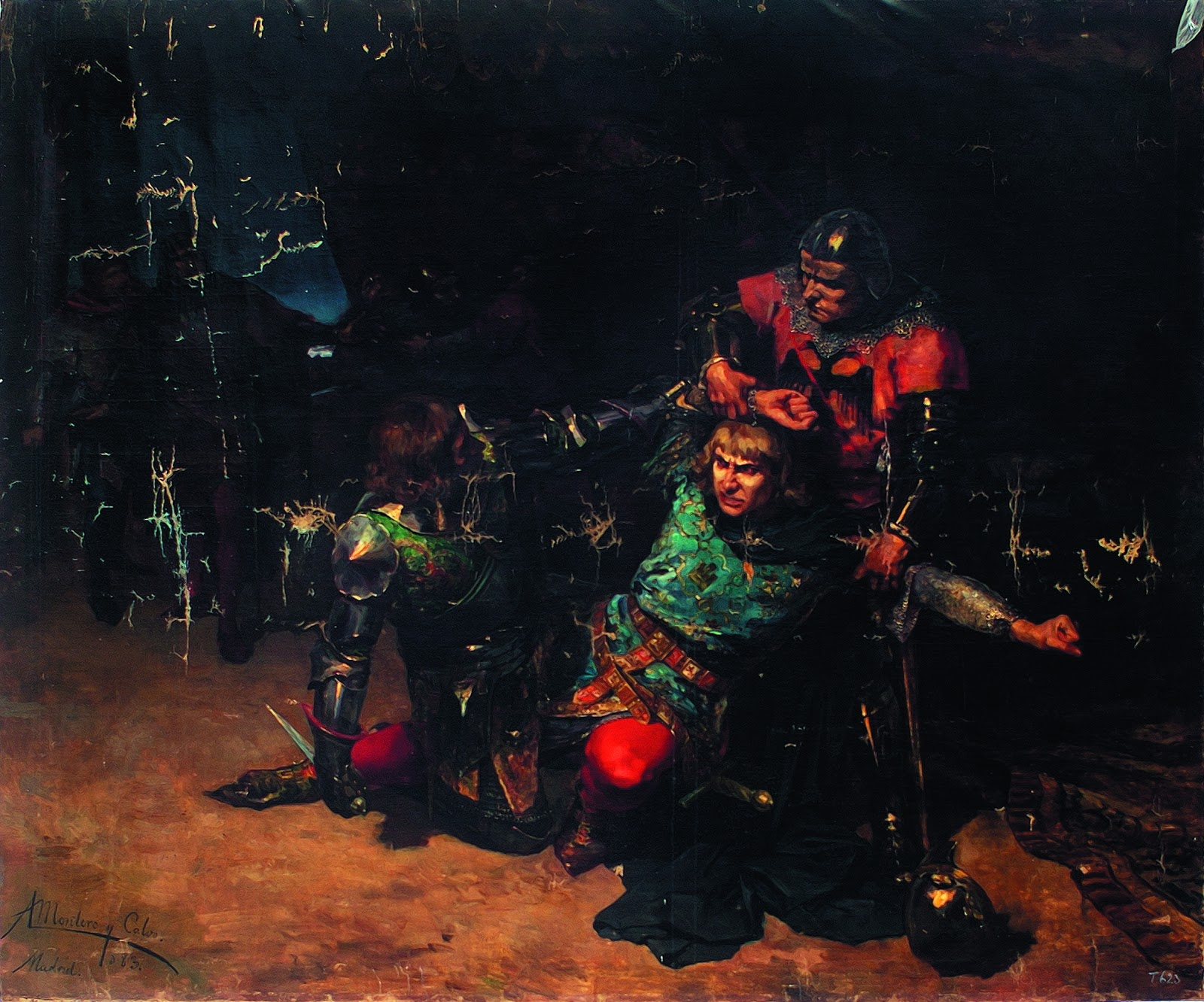
Momento en el cual Duguesclín sujeta a Pedro I de Castilla y su medio hermano el conde Enrique lo apuñala en el castillo de la Estrella de Montiel el 23 de marzo de 1369 (óleo de Arturo Montero y Calvo).

También había intentado hacerlo con el otro medio hermano Tello de Castilla, I señor de Aguilar de Campóo, de Castañeda y de Vizcaya —este último como consorte y luego como titular desde 1366 hasta el fallecimiento en 1370— aunque solo pudo lograrlo en Medina del Campo en 1355 con su mayordomo mayor desde 1337 y fiel aliado el adelantado mayor castellano Pedro Ruiz II de Villegas, I señor de Moñux, de Caracena, IV señor de Villegas y otros feudos, que había sido asignado desde 1348 como mayordomo mayor de Nuño de Lara y Haro, II señor de Vizcaya y de Lara, y además había sido señor consorte de los Nueve Valles desde 1350 hasta 1351 por venderlo con su mujer, la señora feudal titular Teresa González de la Vega, a su tío que también sería ejecutado.
Posteriormente Pedro I el Cruel había continuado con la persecución de su cuñada por ser la esposa de Tello desde 1353 que ya había cumplido la mayoría de edad llamada Juana de Lara, III señora de Vizcaya y de Lara desde 1352 —por fallecimiento de su pequeño hermano predecesor Nuño de Lara y Haro de tan solo cuatro años de edad, consecuente a la persecución de su concuñado, el ya citado monarca— hasta que fuera hecha prisionera en 1358 y ejecutada en 1359, sin dejar descendientes.
Entre otros aliados del conde Enrique de Trastámara, también había ajusticiado en Castro del Río a Gonzalo Ruiz de la Vega, I señor de los Nueve Valles desde 1340 hasta su asesinato en 1350, al igual que a su hermano el adelantado mayor castellano Garcilaso II de la Vega, III señor feudal por compra a su sobrina heredera y que había sido ejecutado en el mismo año de 1351 en la ciudad de Burgos. Había dado la misma orden el monarca con su primo tercero paterno-materno Juan de la Cerda, II señor del Puerto de Santa María hacia 1342 y III señor de Gibraleón desde 1347, que fue ejecutado en la Torre del Oro de Sevilla en 1357.
Además a consecuencia de la guerra de los Dos Pedros desde 1356, Pedro I de Castilla había mandado a ejecutar a su primo el infante Juan de Aragón en 1358, a su esposa Isabel de Lara —la hermana y sucesora de Juana— que aunque de manera nominal, por estar encerrada por orden del rey, era IV señora de Vizcaya y de Lara desde 1359 hasta su asesinato en 1361, y también a la tía que era la reina consorte aragonesa Leonor de Castilla en 1359.

### Primer exilio del padre y del tío Dionisio al vecino reino leonés
Los tíos maternos del joven Fernando de Portugal eran entre otros Juan Alfonso Tello, VI conde de Barcelos, y su hermana la reina consorte portuguesa Leonor Téllez de Meneses, la cual había pasado a la Corte gracias a que su hermana María era dama de compañía de la infanta Beatriz de Portugal y Castro, y posteriormente, se había casado en secreto en la segunda mitad de 1371 con el rey Fernando I, medio hermano paterno del infante Juan, y que en enero del año siguiente lo oficializaron rompiendo así el tratado de Alcoutim con el nuevo monarca castellano Enrique II, y que una vez viuda, junto a su amante el conde gallego Juan Fernández de Andeiro, sería la posterior regente del reino de 1383 a 1384.
Su tío paterno Dionisio de Portugal, señor de Cifuentes desde 1381, no quiso reconocer a Leonor como la reina consorte, que junto a su hermano entero el infante Juan de Portugal, debido al temor de su medio hermano el rey lusitano de que quisieran destronarlo, y sumado a algunas otras desavenencias, fueron dos de los numerosos nobles y miembros de la realeza portuguesa que se exiliaron en la Corona castellana, y una vez allí a finales de 1371, el soberano Enrique II de Castilla los protegió y le concedió al infante Juan varias rentas en 1372 y con Dionisio en el mismo año invadió victoriosamente Portugal, para regresar al reino vecino en donde decidiría quedarse.

### Casamiento secreto de sus padres en Portugal y concepción en Castilla
De esta forma el infante Juan se unió en un primer matrimonio en secreto en Portugal entre abril y octubre de 1377 con la infanzona viuda María Téllez de Meneses, que era dama de su sobrina la princesa Beatriz, y quien entre enero y julio del año siguiente concibió en alguna parte de la Corona castellana a Fernando de Portugal, muy probablemente en la fronteriza villa de San Felices de los Gallegos, y de manera también encubierta.

## Intrigas cortesanas y asesinato pasional de la madre

### Plan de la reina portuguesa en detrimento de su hermana
Al haberse enterado la reina consorte Leonor del casamiento secreto de su hermana María, creó un plan en complicidad con su hermano el conde Juan Alfonso Tello, para engañar e incitar al infante Juan para que se casase con su sobrina Beatriz de Portugal y Meneses, hija del rey Fernando I con Leonor, y por lo tanto la legítima heredera al trono portugués, y de esta manera evitar así que se matrimoniara con un rey castellano que promoviese la unión dinástica.
Como la reina consorte veía en su hermana casada con un infante portugués a la futura consorte del reino, sembró intrigas en la Corte portuguesa, ya que le hacía peligrar el mando y pudiera así quedar fuera del imperio —y realmente quien tenía un amante era ella misma, por su amorío con el ya citado Juan Fernández de Andeiro que lo hizo nombrar conde de Ourém— y por dicha blasfemia el infante Juan creyó haber confirmado que su primera esposa María Téllez de Meneses le había sido infiel, antes de octubre de 1378, o sea entre los meses de agosto y septiembre.

### Su madre María Téllez de Meneses y su asesinato pasional

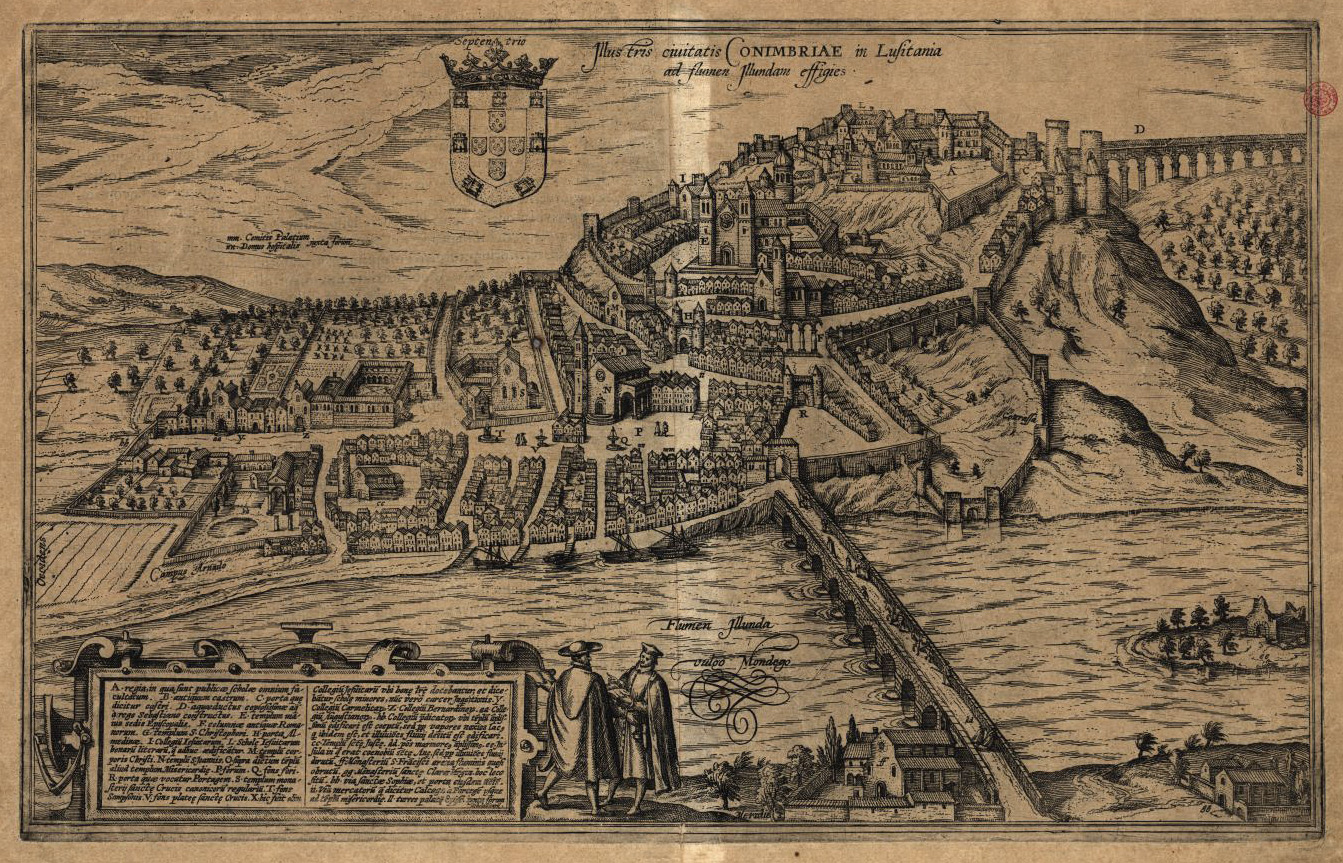
La ciudad de Coímbra (por Franz Hogenberg hacia 1598).

Su padre el infante irrumpió violentamente en el palacio ubicado en la calle Sub-Ripas de la ciudad de Coímbra y al clavarle una daga en el pecho asesinó por un ataque de celos pasionales a su cónyuge María Teles de Menezes en su recámara del segundo piso el 28 de noviembre de 1379.
Por dicha aberración producto de un engaño de los tíos maternos del niño Fernando de Portugal, que entonces tenía tan solo un año de edad y que estaba con la dama de compañía y un par de camareras en la habitación contigua, el infante Juan huyó de la ciudad y fue perseguido por su otro cuñado Gonzalo Téllez de Meneses, conde de Neiva y señor de Faria, y varios parientes más de María, por lo que aquel cabalgó hasta Sampaio.
De allí regresó a la Corte portuguesa para conseguir el perdón de los reyes y cumplir con lo pactado de casarse con la princesa Beatriz, pero al no recibirlo y enterarse de los verdaderos planes de casarla con un infante del vecino reino, e inclusive si enviudara con el mismo rey Juan I de Castilla que fuera primo hermano de Fernando I de Portugal —ambos eran nietos maternos de Don Juan Manuel, príncipe de Villena— como así finalmente ocurriría.
Por dicha causa el infante Juan, a pesar de que el rey portugués lo dejara fuera del testamento el año anterior como al resto de sus hermanos, finalmente consiguió el perdón real y se dirigió hacia el norte para afincarse solitariamente y con gran arrepentimiento de lo ocurrido en alguna parte de la región de Entre Douro e Minho.

## Exilio a Castilla a temprana edad con el padre y adjudicación de señoríos

### Viaje con el infante Juan de Portugal al vecino reino leonés
Poco tiempo después el fidalgo Fernando con dos años de edad pasó con su padre nuevamente a la Corona castellana en octubre de 1380, y se radicaron en la localidad de San Felices de los Gallegos, en donde la exiliada tía paterna Beatriz de Portugal y Castro, viuda desde 1374, residía allí desde entonces con su pequeña hija Leonor que había heredado de su padre el señorío de dicha villa, y los estaba esperando.

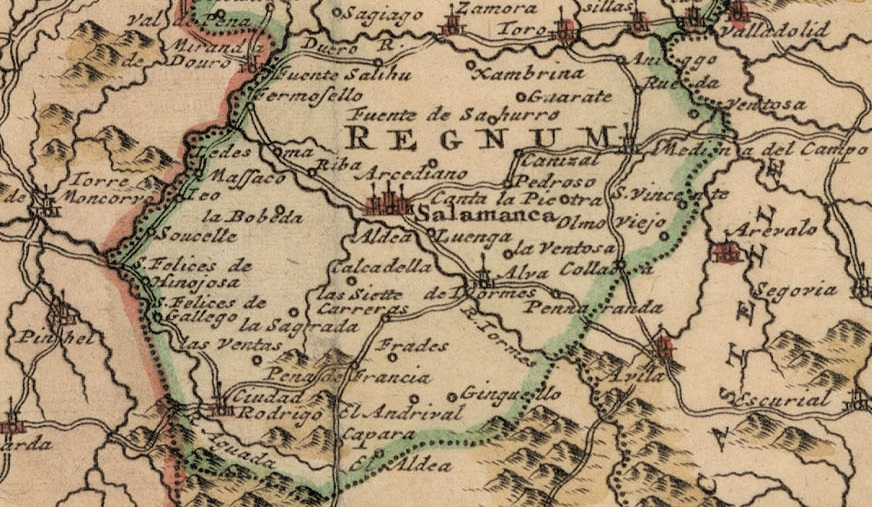
La villa leonense de San Felices de los Gallegos cerca de la frontera luso-castellana.

Esta tía paterna de Fernando de Portugal —que se había casado en 1373 con el infante Sancho de Castilla, I conde de Alburquerque, I señor de San Felices y VI señor de Ledesma— intermedió para que su sobrino el rey castellano Juan I le donara al infante Juan los señoríos de Valencia de Campos y de Manzanares el Real, aunque este último lo perdiera el 14 de octubre de 1383, a favor de Pedro González de Mendoza, I señor de Almazán, VI señor de Mendívil, de Mártioda, de Hita y Buitrago, y además IX señor de Mendoza.
En dicho año el infante estuvo preso en el alcázar de Toledo y luego en el castillo de Almonacid por orden del citado rey Juan I, ya que era uno de sus rivales para el trono lusitano, aunque el infante siguiera cooperando con este soberano, y finalmente el monarca castellano ya viudo contrajo un segundo enlace con la heredera al trono Beatriz de Portugal y Meneses.

### Segundo matrimonio del padre con una infanta castellana
Después del fallecimiento de Fernando I que siguió con la regencia de Leonor, apoyada por su amante Andeiro, provocó una crisis sucesoria portuguesa que convocó Cortes en Coímbra para marzo de este último año, adonde Beatriz fue declarada ilegítima debido a que se consideró inválido el matrimonio de sus padres, lo que marcó el fin de la Casa de Borgoña y el surgimiento del primer rey electo portugués Juan I de Portugal de la nueva dinastía de Avís, medio hermano paterno del difunto Fernando I y del infante Juan, por lo cual era tío paterno del joven Fernando de Portugal.
Luego de la derrota castellana en la batalla de Aljubarrota el 14 de agosto de 1385, se liberó de la prisión al padre de Fernando que tenía unos siete años de edad, y en compensación al apoyo militar que le dio en la frontera luso-andaluza estando preso y por la pérdida de Manzanares el Real, el soberano Juan I de Castilla le entregó al infante Juan el 15 de diciembre del mismo año el señorío de Alba de Tormes —el cual había sido donado por el mismo rey al infante Dionisio en 1381, además de Cifuentes y Escalona, pero también expropiado y preso en 1383— de esta manera, hacia el mismo año en alguna parte de Castilla volvió a casarse en segundas nupcias con la infanta viuda Constanza Enríquez media hermana del soberano citado e hija natural legitimada de Enrique II de Castilla.

### Diversas residencias castellanas del joven Fernando
El joven Fernando de Portugal, por lo tanto, se había criado con su tía paterna viuda Beatriz de Portugal y Castro y su pequeña hija Leonor en la ya citada villa fronteriza de San Felices de los Gallegos, en donde esta última siendo bebé ya era la II señora feudal desde 1374, bajo la regencia de su madre, luego de fallecer esta última en 1381 fueron cuidados ambos por su tío el infante Juan hasta 1383, año en que este fue apresado por el rey, después por la tía segunda paterna Isabel de Castro —madre del entonces conde Fadrique con quien Fernando entablaría una estrecha relación— hasta cerca de 1389, fecha en que Leonor alcanzó la mayoría de edad y cambió el señorío de San Felices por otro.
Posteriormente Fernando seguiría con la tía antedicha o tal vez con la madrastra en el castillo de Valencia de Don Juan y/o con algún otro pariente hasta su mayoría de edad, para luego pasar a residir en el territorio gallego de la Corona castellana hacia 1404, cuando su madrastra falleciera y las dos media hermanas repartiesen, como ya se citará, la herencia paterna.

## Adquisición vitalicia del señorío gallego de Eza y deceso

### Desheredado o ilegitimado por el infante-duque Juan de Portugal

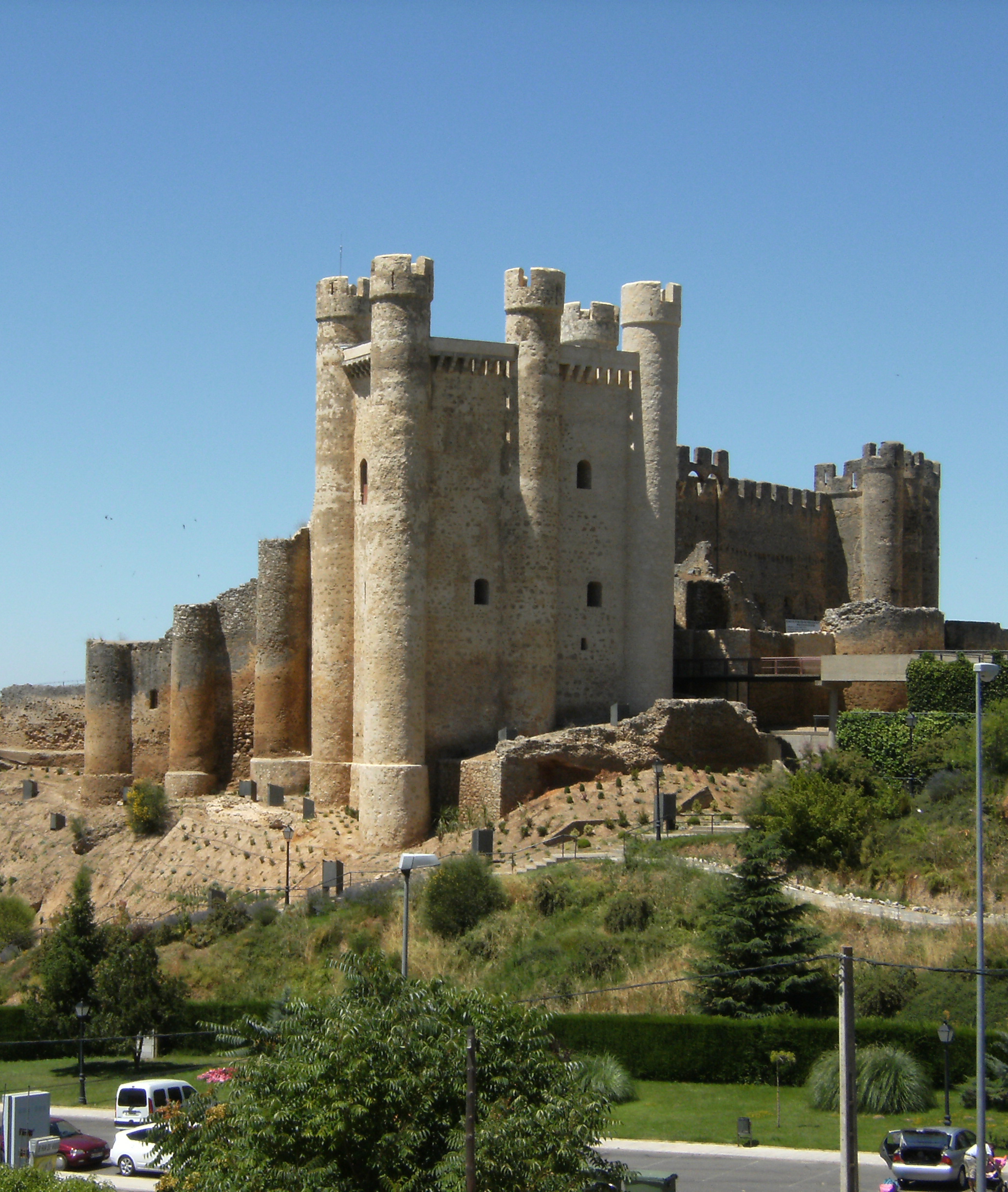
El castillo de Valencia de Don Juan, adonde podría haber residido Fernando de Eça durante su juventud (el actual edificio se debe a una restauración del original de su sobrino nieto Juan de Acuña y Portugal, II duque de Valencia de Campos desde 1464 y III conde de Valencia de Don Juan).

El 22 de diciembre de 1387 el rey Juan I de Castilla había nombrado al infante Juan de Portugal como I duque de Valencia de Campos, y fue cuando había iniciado la construcción de su castillo en el señorío homónimo del reino de León, que conformaba con otros a la Corona castellana, pero la condición para que fuera heredable era que tuviese descendencia masculina legítima, de lo contrario se perdería.
Una vez que su padre el duque falleció en la ciudad de Salamanca hacia 1396, la villa pasó a llamarse en su honor Valencia de Don Juan, cuyo título curiosamente revirtió a la Corona de Castilla —por lo que se duda si Fernando era hijo legítimo, hijo desheredado o un hijo ilegitimado, como su prima la infanta Beatriz de Portugal y Meneses, o simplemente un hijo natural, ya que no logró convertirse en duque— y el señorío de Valencia de Don Juan pasó a la media hermana María de Portugal, cuyo marido Martín Vázquez de Acuña, quien había defendido la candidatura del infante en la Corte de Coímbra, pasaría a ser el I conde de Valencia de Don Juan desde 1397.
Su otra media hermana Beatriz de Portugal y Castilla heredó el señorío de Alba de Tormes y se casó con Pero Niño, I conde de Buelna, pero recién se repartirían la herencia ambas hermanas en el año 1404, poco después de que probablemente falleciera su madre.

### Donación del señorío de Eza por el duque Fadrique Enríquez

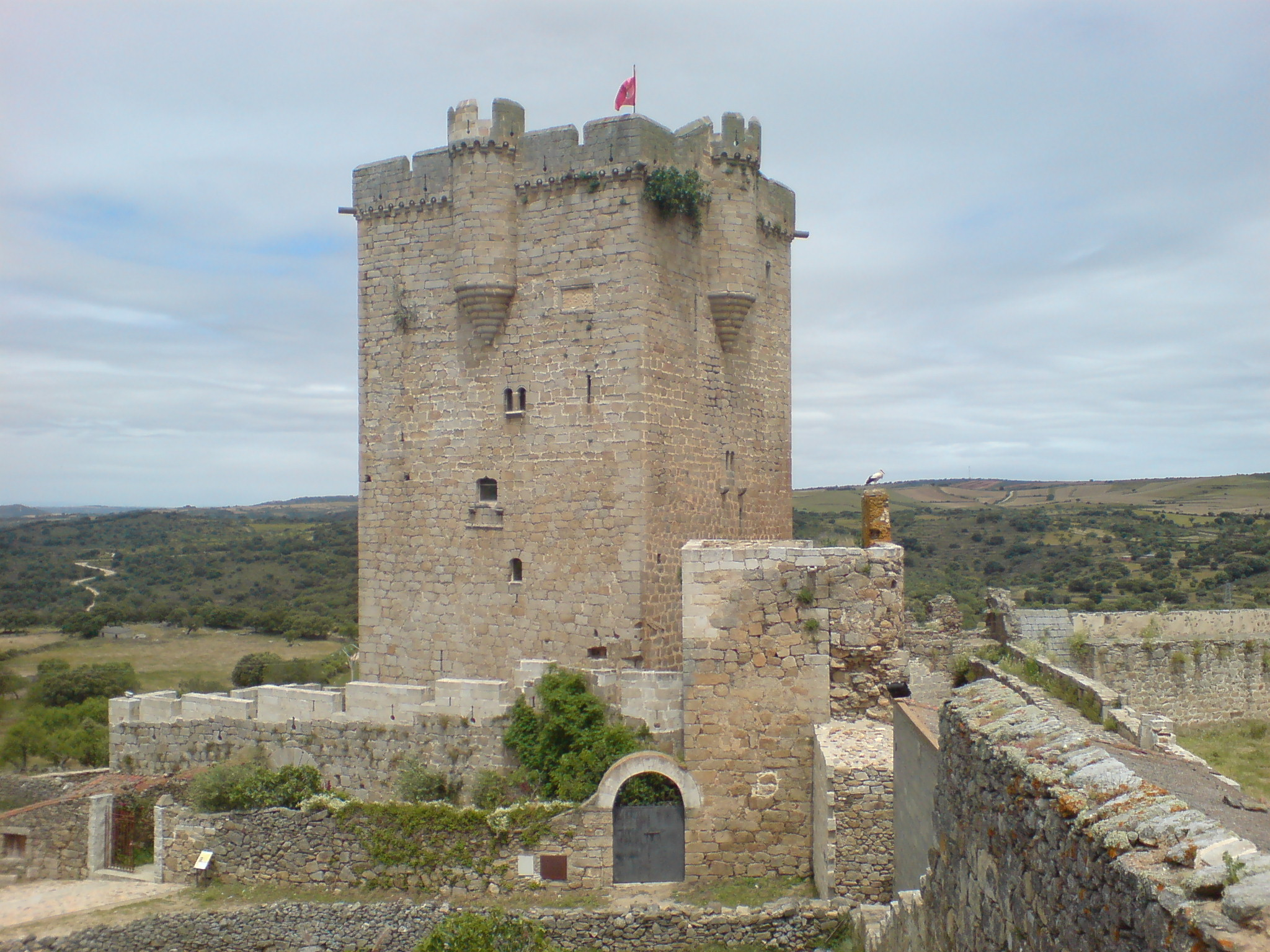
Castillo de San Felices en donde residió Fernando de Portugal en sus primeros años, desde 1380 hasta cerca de 1389.

Su primo segundo paterno Fadrique Enríquez de Castilla, I duque de Arjona desde 1423 y V conde de Lemos, Trastámara y Sarria en su minoría de edad desde 1400 —en el cual estaba incluido el antiguo señorío de Deza y Trasdeza, específicamente en el de Lemos— que alcanzó la mayoría de edad en 1404, era hijo de la ya citada Isabel y de su marido el conde Pedro Enríquez de Castilla, por lo que Fernando de Portugal y Fadrique Enríquez eran bisnietos, paterno por la vía femenina el primero y materno por la vía masculina el segundo, de Pedro Fernández de Castro el de la Guerra, señor de Lemos.
Por dicha razón de parentesco y por mantener una estrecha relación entre ambos, el duque Fadrique le donó de forma vitalicia a Fernando de Portugal en la comarca del Deza solo la villa homónima, la cual fue renombrada de manera feudal para diferenciarlo del antiguo condado del mismo nombre como señorío de Eza, y en portugués como senhorio d'Eça que daría origen a un nuevo apellido toponímico.

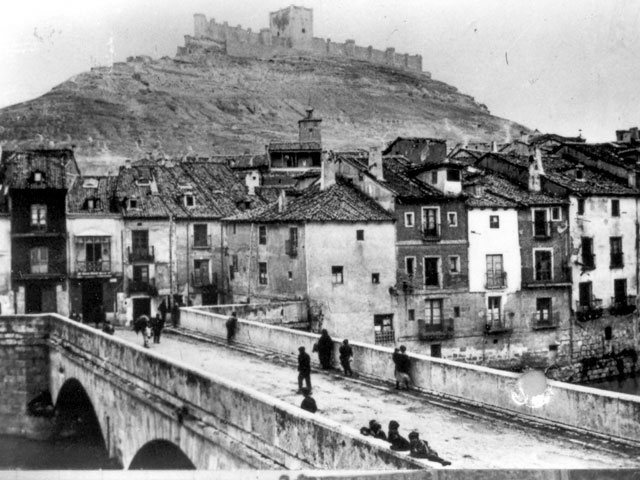
Vista de la ciudad de Peñafiel y su castillo, adonde residió Fernando de Eça desde 1429 a 1430 (fotografía de principios del).

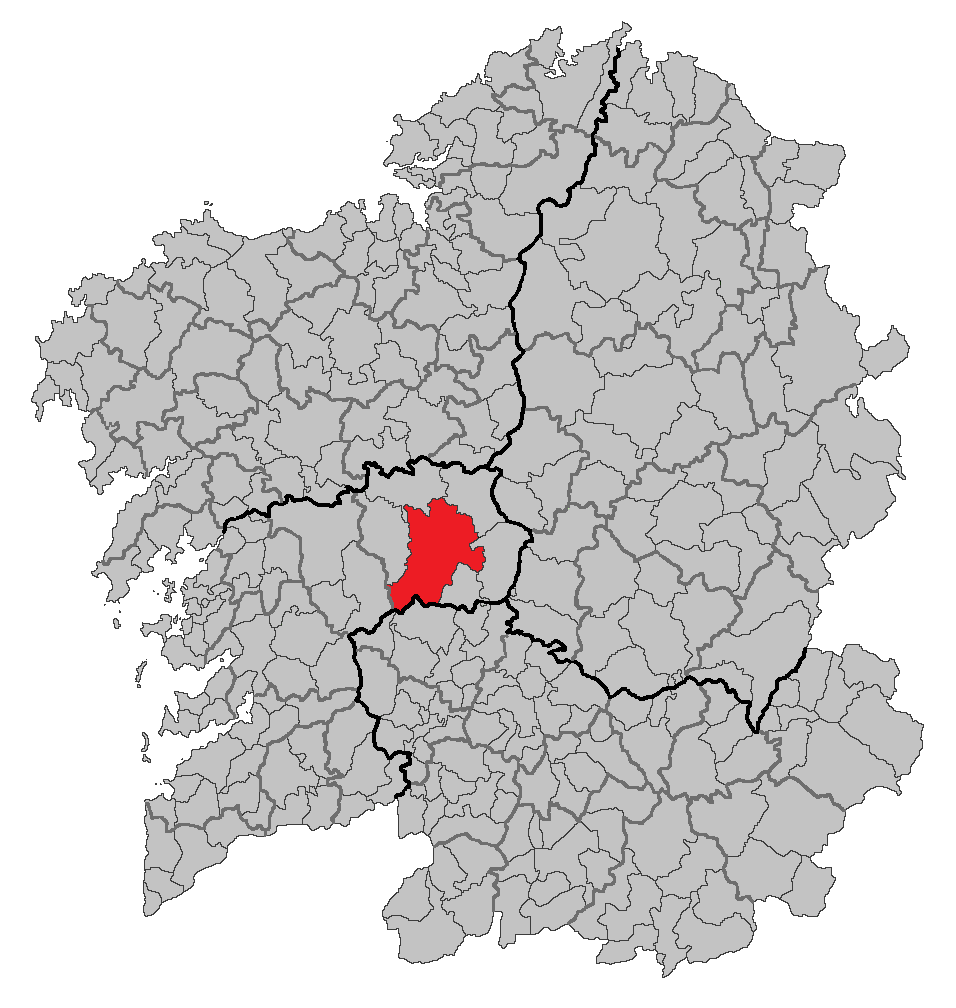
El reino de Galicia de la Corona castellana, con su territorio aproximado del señorío de Eza o Deza como se llamaba antiguamente (en rojo, actual municipio de Lalín de la provincia de Pontevedra) y por el oeste estaba el señorío de Trasdeza (actual municipio de Silleda).

Cuando en la Corte castellana en 1425 el duque Fadrique cambió al bando de los infantes de Aragón que eran hijos de la ya citada Leonor y nietos maternos de Beatriz de Portugal y Castro, en detrimento del condestable Álvaro de Luna, este último al recuperar el control en 1428 eliminó de la escena política a los infantes y a sus partidarios, y en el año 1429 Juan II de Castilla le confiscó a Fadrique Enríquez de Castilla todos sus bienes y títulos nobiliarios y lo encarceló en el castillo de Peñafiel hasta que falleció al año siguiente con tan solo unos 42 años de edad, y adonde fue acompañado por su primo Fernando de Eça para luego retornar tristemente a Galicia en 1430.

### Merced anual y blasón familiar de los Eças
A partir de los setenta y cuatro años de edad, o sea desde el año 1452, recibió de la Contaduría Mayor de Hacienda de Castilla una merced anual de 25 mil maravedíes, excepto en el año 1454 que donó a su hija legítima Isabel de Eça unos 6 mil, y en 1458 renunció a una parte de la misma a favor de Pedro Girón, maestre de la Orden de Calatrava.
Hacia el final de su vida, arrepintiéndose de su estilo lujurioso, lució los hábitos franciscanos e hizo debidas demostraciones de cristiandad y penitencias. A los hijos que le sobrevivieron y estuvieron en los últimos días con él, les dio su bendición, les dijo que fuesen a servir a su rey que era el de Portugal y les pidió ser enterrado con la vestimenta franciscana.
La cuerda atada de los franciscanos la hizo colocar en su escudo familiar que sería ostentado por sus descendientes:

En campo de plata, con cinco escusones de Portugal antiguos de azur puestos en cruz, cada uno cargado de nueve roeles o bezantes de plata y como carbúnculo un cordón de san Francisco de púrpura, puesto en cruz, en aspa y en orla, y sobrepuesto a todos los escudetes salvo el del centro, y como timbre, un águila de gules o de azur, picada, lampasada, membrada y armada de oro, cargada en el pecho de cinco bezantes de plata.

### Fallecimiento en la Corona de Castilla
Fernando de Portugal, señor de Eça, finalmente falleció hacia el año 1460 en la Villa de Eza del «País de Deza», ubicado entre el río homónimo y el Arnego en el centro del reino de Galicia, que a su vez formaba parte de la Corona castellana.
Después de su fallecimiento, el señorío de Eza se incorporó a la Corona de Castilla, que ya había expropiado al exduque Fadrique de todos los que poseía, menos el de marras, el cual se le había respetado como señorío vitalicio a Fernando de Portugal.

## Sepultura en el Reino de Portugal
Su hija la abadesa Catalina de Eça promovió el traslado de los restos de su padre al Reino de Portugal, para darle sepultura el 25 de enero de 1479 en la capilla mayor del convento del Espíritu Santo de la Orden de San Francisco, en la ciudad de Gouveia. El sepulcro contiene el blasón familiar con las quinas de su nación y un epitafio en portugués:

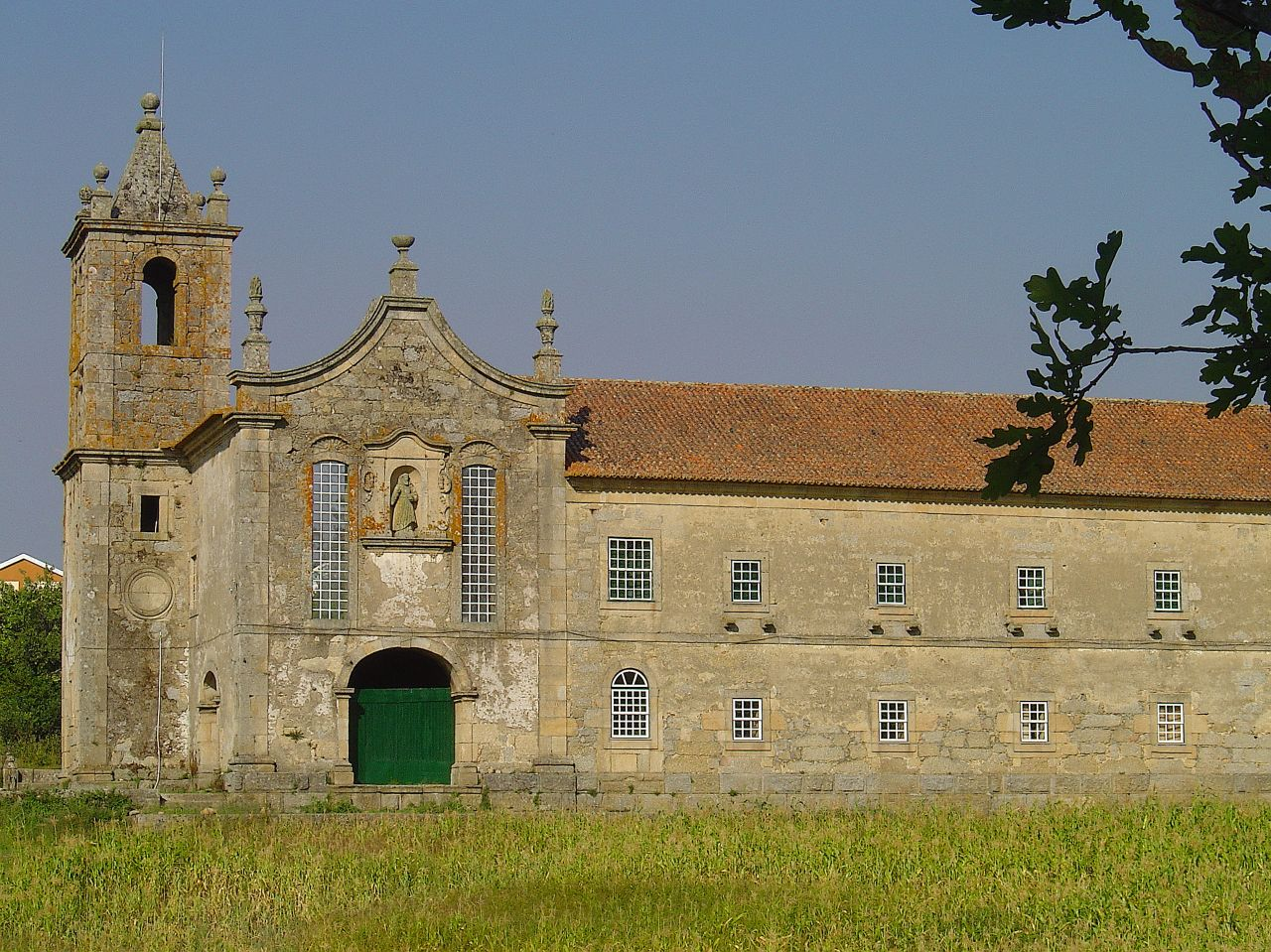
Capilla mayor del convento del Espíritu Santo de la Orden de San Francisco de la ciudad portuguesa de Gouveia, en donde descansan los restos del fidalgo real Fernando de Portugal, señor de Eza.

Aqui jaz Fernando d'Eça filho do Infante João neto d'El-Rei Pedro de Portugal, e da Infante Inez de Castro sua mulher; e bisneto d'El-Rei D. Afonso, o que venceu a batalha do Salado. Este Fernando foi padre de Catarina, Abadessa de Lorvão, que o aqui mandou trasladar na Era do Nascimento de nosso senhor Jesu Christo de mil e quatrocentos e setenta e nove anos, XXV dias de janeiro.

## Homenajes en coplas de célebre poeta portugués de la época
Un célebre poeta portugués contemporáneo describió los blasones esculpidos de los Eças en las siguientes coplas:
                                                                      Os que num Cordão com nós
                                      Tem labeo de Armas Reaes,
                                      E os pontos trazen maes
                                      Das quinas tem por Avós
                                      Infante, e Reys seus Paes,
                                      E que andem sem estado,
                                      Quejando foy o passado,
                                      Rezam não será, que esqueça
                                      O Real sangue dos de Eça,
                                      Posto que o tempo he mudado.
Juan Rodríguez de Sá y Meneses

## Matrimonios y descendencia
El señor feudal Fernando de Portugal, luego de varios amoríos, presuntos matrimonios poligámicos e hijos naturales de varias mujeres de nombres desconocidos, que se llegó a decir que eran unos cuarenta y dos, y muchos de ellos que no le sobrevivieron, lo más probable es que se casó tres veces y tuvo en total poco más de quince hijos. De todos estos amoríos y presuntos matrimonios hubo varios hijos de los cuales se sabe quiénes eran hermanos enteros pero no así los nombres de sus respectivas madres ni cuál es el orden de nacimiento de cada uno.
Las presuntas dos primeras esposas poco documentadas, algunas amantes y la última esposa con sus respectivos hijos concebidos de Fernando de Portugal fueron los siguientes:
- 1) - En primeras nupcias con María de Melo[53] (f. 1422), una hermana entre otros de Martim Afonso de Melo el Viejo, señor de Barbacena, que se matrimonió con Briolanja de Sousa —los tatarabuelos del fidalgo real Vasco Fernandes Coutinho, I gobernador donatario del Espíritu Santo en el Brasil desde 1535 hasta 1560— siendo ambos, hijos de Vasco Martins de Melo[54] y de María Afonso de Brito, y sobrinos de Martim Afonso de Melo, V señor de Melo, que se casó con Inés de Brito, además de nietos paternos de Martim Afonso de Melo, IV señor de Melo, y de Marinha Vasques de Albergaria.

- Tal vez algunos de los hijos subsiguientes.

- 2) - En segundas nupcias con Leonor de Teive[55][53] (ca. 1390-ca. 1434), una hija de João de Teive[56][53] (n. ca. 1360) y de su cónyuge Beatriz Dorta,[56][57] una dama de la duquesa consorte Isabel de Viseu,[56][57] y nieta paterna de Diogo de Teive.[58]

- Tal vez algunos de los hijos subsiguientes.

- 3) - De una mujer de nombre no documentado, o de la primera esposa, hubo al menos un hijo:[59]

- Diogo de Eça o bien Diego de Eça (n. ca. 1415) que se casó con Joana da Silva pero con quien no tuvo descendencia.

- 4) - De otra mujer, o de la segunda esposa, hubo por lo menos cinco hijos:[59]

- Ignez de Portugal o bien Inés de Portugal (n. ca. 1422) que se casó en Aragón con Gonzalo Fernández de Híjar (1410-1450), II señor del Valle de Jalón —un hijo del primer señor feudal Juan Gonzalo Fernández de Híjar y de su esposa Leonor de Castro, y por ende, tataranieto paterno de Pedro Fernández de Híjar el Señalero (1263-1322), II señor de Híjar desde 1299— y con quien concibió a seis hijos.
- Beatriz de Eça o bien Brites de Eça (n. ca. 1423 - f. e/ 1462 y 1480) que se hizo monja de la Orden del Císter hacia 1460, como lo haría su media hermana menor Catalina de Eça, y pasó a ser abadesa del convento de Celas en Coímbra hacia 1468, y que a temprana edad había concebido tres hijos naturales de João Gomes de Abreu (n. ca. 1400), confesor mayor de la reina consorte portuguesa Leonor desde 1428 y futuro obispo de Viseu desde 1464 hasta 1482, siendo aquellos Pedro, Luis y Diogo Gomes de Abreu Eça.
- Antão de Eça o bien Antón de Eça (n. ca. 1424) que fue monje de la Orden del Císter.
- María de Portugal (n. ca. 1426) que al enviudar tres veces sin descendencia se hizo monja clarisa de Oporto.
- Isabel de Portugal (n. ca. 1427) que se casó con Juan de Sotomayor y concibieron a Leonor de Sotomayor y Portugal (n. ca. 1447), una dama de la reina Isabel I de Castilla, y la cual se enlazaría en 1477 con Alfonso de Aragón y Escobar (n. 1417), duque de Villahermosa, conde de Ribagorza y de Cortes, maestre de la Orden de Calatrava, medio hermano bastardo del rey Fernando II de Aragón y tío segundo de Andrés Mateo de Guardiola y Aragón, alcaide del castillo de Jumilla y luego capitán general de la Frontera de Jumilla y Villena.

- 5) - De otra mujer diferente, o de la segunda esposa, tuvo un solo hijo:[62]

- João de Eça o bien Juan de Eça (n. ca. 1434 - Tánger, Imperio portugués, e/ 1481 y 1485) que fue caballero de la Orden de Cristo y comendador de Cardigos y actuó en África en la campaña de conquista de Tánger en 1464, con su medio hermano homónimo João de Eça Dávalos, acompañando a su primo segundo el rey Alfonso V de Portugal, y adonde sirvió nuevamente desde 1481 cuando comenzó el mandato de João de Meneses (ca.1460-1522), I conde de Tarouca y capitán de Arcila hasta 1484. No se casó ni dejó descendencia documentada.

- 6) - Se casó por tercera y última vez,[44][66] o bien por única vez,[67] hacia 1435 con Isabel de Ávalos[44][68][69][54] (n. ca. 1404 - Villa de Eza, Galicia, después de 1480),[69] una hija de Pedro López Dávalos[44][67] (n. ca. 1387) y de su esposa María de Orozco, señora de Tamajón y Manzaneque, y nieta del conde Ruy López Dávalos[44][67] (n. 1357), II condestable de Castilla[44] desde 1400 hasta 1422 y adelantado mayor de Murcia[67] desde 1396 hasta 1423, además de ser señor de Arcos de la Frontera, de Arenas de San Pedro, de La Torre de Esteban Hambrán, de Jódar, de Colmenar de las Ferrerías de Ávila y de Castillo de Bayuela, entre otros feudos, todos expropiados por el rey Juan II en 1423. Isabel ya viuda, testó en el año 1480.[69]

Fruto del enlace entre Fernando de Portugal y su esposa Isabel de Ávalos nacieron por lo menos siete hijos legítimos:
- João de Eça Dávalos o bien Juan de Portugal (n. ca. 1435 - Colmenar del Arroyo de la Tierra de Segovia, Extremadura castellana, 16 de febrero de 1509) que fue el segundo de sus medio hermanos con este nombre y del cual se duda si fue o no legítimo, era soldado de fortaleza fronteriza o fronteiro desde 1458 de Duarte de Meneses (1414-1464), II conde de Viana de la Foz do Lima y III del Alentejo, que lo armó caballero en la norteafricana plaza de Canhete y sirvió allí con gran distinción con él en las campañas de conquistas de su primo segundo el rey Alfonso V de Portugal que terminaron con la toma de Alcazarseguir en el mes de octubre del mismo año, en donde Meneses pasó a ser el primer capitán de fortaleza fronteriza o fronteiro-mor hasta su muerte. Eça Dávalos regresó en 1464 en la campaña de conquista de Tánger, acompañando a este mismo rey apodado "el Africano", con el medio hermano homónimo João de Eça que posteriormente perdería la vida en esta plaza, la cual había sido ganada y perdida varias veces entre 1460 y 1464 y sería definitivamente conquistada en 1471. En el lecho de muerte estuvo presente su única hija Isabel de Eça (n. ca. 1465), quien fue su heredera universal.

- Isabel de Eça (n. ca. 1436) a quien como hija legítima, su padre le donó en el año 1454 unos 6 mil maravedíes.

- Catalina de Eça o bien Catarina d'Eça o mal escrito como Catalina Deza (n. ca. 1437 - f. ca. 1521) que se hizo monja de la Orden del Císter hacia 1460, como su media hermana Beatriz de Eça, y pasó a ser abadesa perpetua del convento de Lorvão desde 1472 hasta 1521, pero antes de serlo, a muy temprana edad tuvo unos seis hijos bastardos con su amante Pedro II Gomes de Abreu, IV señor de Regalados y alcaide mayor de Lapela —cuyo abuelo era el homónimo señor feudal Pedro Gomes de Abreu— siendo uno de ellos Ruy Gomes de Abreu Eça (n. ca. 1451), alcaide mayor de Elvas, que al casarse en Viana do Castelo hacia 1468 con Inés Brandão Fagundes tuvieron entre otros hijos a Beatriz de Abreu Eça Brandão (n. ca. 1469 - Arco da Calheta de Madeira, 1526), la cual con João Fernandes de Andrade do Arco o bien Juan Fernández de Andrada el del Arco (n. ca. 1460 - Arco da Calheta, 9 de abril de 1527), el cofundador de Arco da Calheta hacia 1490, se casaron allí hacia este último año y concibieron entre otros a António de Abreu que fuera uno de los conquistadores de Ormuz en 1507, Malaca en 1511 y uno de los descubridores de las islas Molucas en 1512, y a Inés de Abreu Eça Andrada que se matrimonió con Juan de Noroña y es por lo que la abadesa Catalina de Eça era la tatarabuela de Beatriz de Noronha Andrada Abreu Eça que se enlazaría en el real Palacio de Ribeira de Lisboa en 1519 con el gobernador donatario praiense Álvaro Martins Homem da Câmara.

- Pedro de Eça (n. ca. 1438) que en su juventud fue soldado de fortaleza fronteriza o fronteiro por mucho tiempo de João de Meneses, I conde de Tarouca (ca.1460-1522), posteriormente fue nombrado alcaide mayor de Moura desde 1482 y se casó con Leonor de Camoens (n. ca. 1450) —cuyos padres fueron Aldonza Anes de Camoens y su cónyuge Ruy Casco, alcaide mayor de Avís— de quien tuvo seis hijos legítimos, además de tener cinco hijos naturales de otras mujeres de nombres desconocido como ser la bastarda Filipa de Eça que sería abadesa del convento de Vale de Madeiros y en 1538 del de Lorvão, y el segundogénito legítimo Fernando de Eça Camoens (n. ca. 1478), capitán de la armada de la India portuguesa del gobernador Nuno da Cunha desde 1528, que se matrimonió con Guiomar Pacheco Homem (n. ca. 1480), cuyos padres eran Violante Pacheco —una hija de Margarida Pacheco, nieta del bastardo Gonçalo Lopes Pacheco que se exilió en Castilla, bisnieta de Juan Fernández Pacheco, tataranieta de Diego López Pacheco y trastataranieta de Lope Fernández Pacheco (f. 1349)— y su marido Pedro Homem, estribador mayor del rey, para concebir dos hijas: la primogénita María de Eça Pacheco que se casó con Manuel de Sousa, capitán de Chaul en la India portuguesa desde 1550, y con quien tuvo una extensa descendencia, y la segundogénita Joana de Eça Pacheco (n. ca. 1498), cuyo esposo Ayres Correia de Brito (n. ca. 1495), caballero de la Orden de Malta, era el quinto hijo de Teresa de Brito Casco (n. ca. 1475) —cuyo padre era Ruy Casco— y de su esposo Simão Correia (n. ca. 1470), capitán de Azamor y estribador mayor de la infanta Beatriz de Portugal, a quienes Ayres acompañó como paje de la misma a la corte saboyana para que ella pudiera casarse con el duque Carlos III de Saboya en Villefranche-sur-Mer el 29 de septiembre de 1520, por lo que Simão fue nombrado conde de Lins en la Saboya hacia 1521. Joana de Eça y su marido Ayres Correia concibieron al fidalgo real Pedro Álvares Correia de Eça (n. ca. 1515 - f. Tánger), capitán mayor de Arcila, que se enlazaría con la noble nizarda-saboyana Catalina Grimaldi. Por lo que Pedro de Eça y su esposa Leonor de Camoens eran los tatarabuelos de la gobernadora donataria capixava Luisa Grimaldi Correa la Capitana.

- Duarte de Eça o bien Eduardo de Eça que se hizo clérigo, pero tuvo un hijo natural llamado Gomes de Eça que se casó con Isabel Pesanha para concebir a Antonia de Eça, la cual se enlazó con Paulo Ferreira de Gusmão y fueron los padres de Bernarda de Eça Ferreira que se matrimoniaría con Duarte Paim da Câmara, siendo este último, un hijo de António Paim da Câmara y de su esposa Mérita Evangelho.

- Branca de Eça o bien Blanca de Eça que se unió en primeras nupcias con el doctor viudo Vasco Fernandes de Lucena, que fue enviado al Concilio de Basilea con el embajador Alfonso de Braganza, y con quien tuvo a una tal N. de Eça Lucena que también sería abadesa del convento de Celas de la Orden del Císter en Coímbra, y en segundas nupcias, con João Rodrigues de Azevedo, señor del Morgado dos Olivais, y a quien le concibió al menos dos hijos, Duarte de Azevedo, señor del Morgado dos Olivais, y la menor Joana de Eça Azevedo que también sería abadesa del convento de Celas.

- Ignez de Eça o bien Inés de Eça que se casó con García de Sousa Chichorro, un hijo de Vasco II Martins de Sousa Chichorro y de su mujer Isabel Osorio, nieto paterno de Vasco Martins de Sousa Chichorro, IV señor de Mortágua, y de su esposa Violante Lopes de Távora, bisnieto paterno por la vía masculina del segundo señor Martín Alfonso de Sousa el de la Batalla Real y de Aldonza Rodríguez de Sá y tataranieto paterno de Vasco Martins de Sousa Chichorro, I señor de Mortágua, de Gestaçô y de Penaguião, y de su esposa Inés Manuel de Villena, y por tanto, descendiente del príncipe Don Juan Manuel y de su amante Inés de Castañeda, además del rey Alfonso III de Portugal y de su manceba mozárabe Madragana Ben Aloandro. Fruto del enlace entre Inés de Eça y su esposo García de Sousa tuvieron un solo hijo llamado Vasco III Martins de Sousa Chichorro.

- 7) - De una mujer de nombre desconocido tuvo por lo menos tres hijos[62] extramatrimoniales:

- Leonor da Guerra o bien Leonor de Eça (n. ca. 1436) que se casó hacia 1452 con Galiote Leitão de Vasconcelos (n. ca. 1410), señor de la Torre de Ota.

- García de Eça (n. ca. 1440) que como caballero de la Orden de Cristo fue nombrado comendador de Cardigos y luego como alcaide mayor de Muge. García se casó dos veces, la primera con Joanna de Albergaria y la segunda con Joanna Vaz de Almeida, y con quienes tuvo descendencia.

- Fernando de Eça el Joven (n. ca. 1446 - Mombasa, Imperio portugués, 15 de agosto de 1505) que en su juventud hacia 1460 pasó a servir a su tío segundo Alfonso I de Braganza (1377-1461), I duque de Braganza desde 1443, cuyo hijo sucesor el segundo duque Fernando I lo nombró alcalde mayor de Vila Viçosa hacia 1470, luego en África fue un capitán de fortaleza fronteriza o fronteiro-mor de Arcila, en tiempos de Diogo Lopes de Sequeira que hizo escala allí hacia 1485, la cual había sido conquistada en 1471, y en 1501, fue asignado a los 55 años de edad como capitán de un galeón que viajó hacia la India portuguesa con el virrey Francisco de Almeida de más de 50 años de edad, pero antes de llegar combatieron victoriosamente en las conquistas de Quíloa en julio de 1505 y de Mombasa en agosto del mismo año, adonde Fernando perdió la vida. Fernando se había casado con Juana de Saldaña —una hija de Fernando López de Saldaña que fuera contador mayor de Castilla— y fueron padres de João de Eça Saldaña, alcaide mayor de Vila Viçosa, que se matrimonió con María de Melo, le seguía María de Eça casada en Aragón con Fernando de Bolea y que residieron en Zaragoza, y Leonor de Eça que se matrimonió con el castellano Ínigo de Morales o bien Ínigo de Mora, escribano mayor del duque de Braganza. Además Fernando tuvo un hijo extramatrimonial con una mujer de nombre desconocido al que llamaron Henrique de Eça (n. ca. 1470 - f. Goa, India portuguesa) que se casó con Violante Jaques —una hija de Gomes Gil Jaques— y tuvieron al homónimo Fernando de Eça Jaques (n. ca. 1498) que se enlazaría en Lisboa con una tal N. Ferreira —hija de Ruy Ferreira Fragoso— pero de quien no tuvo descendencia.